# Expreso Palmira Fútbol Club
El Expreso Palmira Fútbol Club, también conocido como Palmira Fútbol Club, fue un club de fútbol colombiano de la ciudad de Palmira, Valle del Cauca. Fue fundado en 1992 y jugó en la Categoría Primera B hasta 2001.

## Historia
El Palmira F. C. nació a principios de los años 1990 como una idea de dirigentes vallecaucanos que querían tener más equipos profesionales de fútbol, en los cuales tuvieran oportunidad la gran cantidad de jugadores de la región. Fue aceptado para jugar el segundo torneo de la Categoría Primera B en 1992. Su debut fue aceptable, ocupando el sexto lugar. Para el año siguiente, 1993, el equipo tuvo una destacada actuación y disputó el cuadrangular final ocupando el tercer lugar. con En sus filas se encontraban prospectos del fútbol colombiano como el delantero Hamilton Ricard, quien luego sería figura en el Deportivo Cali, la Selección Colombiana y varios clubes internacionales, entre los cuales el Middlesbrough Football Club de la Liga Premier inglesa.  Después de estos notables resultados se esperaba que en el torneo de 1994, el equipo ascendiera, mas no fue así, tan solo ocupó el decimoprimer lugar.
Esto ocasionó una gran decepción y el club cedió su ficha y no tomó parte en los siguientes años entre 1995 y 1998.
Para 1999 el equipo recibió el apoyo económico de Expreso Palmira, y reapareció en la Categoría Primera B ocupando el decimoprimer lugar. en esa temporada los entrenadores fueron Carlos Burbano y José Martínez.
En la temporada 2000, con el técnico Eduardo Lara, el club cumplió una destacada campaña al clasificar al cuadrangular final por el ascenso. Allí se enfrentó a Deportivo Pereira, Unión Magdalena y Deportivo Rionegro, ubicándose tercero una vez más.
El 2001 fue la última temporada en la historia profesional del club, ubicándose octavo de la reclasificación, accediendo así al cuadrangular semifinal B donde quedó último detrás de Bogotá Chicó, Unión Magdalena y Cúcuta Deportivo.
En el 2003 la ficha del Expreso Palmira fue adquirida por unos empresarios que renombraron el club a Expreso Rojo. Hoy en día llamado Tigres Fútbol Club

## Uniforme
- Uniforme titular: Camiseta mitad verde y mitad amarilla, pantalón blanco y medias verdes.
- Uniforme alternativo: Camiseta, pantalón y medias blancas.

## Datos del club
- Temporadas en 1ª: 0
- Temporadas en 2ª: 6 (1992-1994,1999-2001)
- Mejor puesto:
  - En Primera B: 3° (1993 y 2000)
- Peor puesto: 
  - En Primera B: 11º (1994 y 1999)